# 魏民洲
魏民洲（1956年8月24日—），陕西渭南华阴人。男，汉族，原中国党政人物。1975年8月参加工作，1975年7月加入中国共产党，原陕西机械学院（现西安理工大学）机械制造工艺及设备专业毕业，工学学士学位。曾任中共陕西省商洛市委副书记、市长、市委书记，中共陕西省委常委、秘书长、中共西安市委书记，陕西省人大常委会党组副书记、副主任等职务。2017年5月，涉嫌严重违纪接受中央纪委调查。2017年8月，被开除党籍和公职。2018年11月，因受贿罪被判处无期徒刑。

## 仕途
早年曾在蒲城县插队劳动，还曾担任过基层公社革委会副主任。1978年考入原陕西机械学院（今西安理工大学）机械制造工艺及设备专业学习；毕业后，分配到郑州电缆厂工作；1982年被提拔为这家国营企业的共青团委副书记，并开启了从政之路。
1983年至1998年的15年间，一直在共青团系统任职。历任共青团河南省委统战部副部长，共青团陕西省委青工部副部长、部长、省青年企业家协会副会长兼秘书长，共青团下属的中国青年旅行社陕西分社总经理兼党支部书记，陕西省青年发展基金会秘书长兼希望工程办主任；1996年，当选共青团陕西省委副书记、并兼任省青年企业家协会会长。
1998年，任中共商洛地委常委、副书记。2002年，国务院批准撤销商洛地区，改设省辖市；魏民洲当选首任商洛市市长。2005年，升任商洛市委书记。2007年，晋升中共陕西省委常委，并于当年12月开始兼任省委秘书长。
2012年6月14日，任中共西安市委书记。2016年12月9日，不再担任中共西安市委书记。2017年1月15日，任陕西省人大常委会党组副书记。2017年1月20日，当选陕西省人大常委会副主任。

## 落马
2017年5月22日，因涉嫌严重违纪，接受组织调查，成为继祝作利、孙清云之后，中共十八大以来陕西省被查的第三名省部级官员。有媒体报道称魏民洲被查可能与西安地铁3号线使用问题电缆事件有关，但官方未披露任何消息。在调查前，他的最后活动是出席了陕西省人大常委会机关欢送赴西安市挂职干部大会和省人大常委会2017年第9次主任会议。2017年8月3日被双开，移送司法机关。2018年5月，魏民洲涉嫌受贿一案，经最高人民检察院指定，由湖南省人民检察院侦查终结后移交湖南省郴州市检察院向郴州市中级人民法院依法提起公诉。
2018年11月20日，郴州市中级人民法院一审宣判：魏民洲利用担任领导干部的职务便利，为他人和相关单位提供便利，单独或通过亲属等人收受他人财物，共计折合人民币1.09783324亿元，其行为构成受贿罪；被告人在案发前与他人串供，指示他人销毁部分受贿所得，依法应从重处罚；鉴于其犯罪中有2000万元属于受贿未遂，到案后主动供述，认罪悔罪，推缴赃款赃物，检举揭发他人犯罪，构成立功，依法可从轻处罚；故判处其无期徒刑，剥夺政治权利终身，并处没收个人全部财产。魏民洲当庭表示认罪悔罪，不上诉。